# DRX
DRX（前称DragonX）是一家韩国电子竞技俱乐部，旗下分部参加《英雄联盟》、《鐵拳7》、《魔獸世界》和《特戰英豪》赛事，也曾拥有《王者荣耀》及《皇室战争》分部。
俱乐部前身为2012年成立的Incredible Miracle (IM)，2016年被中国直播平台龙珠TV收购，更名为Longzhu Gaming (LZ)，2018年改名为KING-ZONE DragonX，2019年起沿用现名。
2022年，DRX以英雄联盟韩国冠军联赛（LCK）四号种子的身份晋级英雄联盟2022赛季全球总决赛（S12），最终在S12决赛中3-2战胜T1夺得冠军。

## 成员名单

### 魔獸爭霸
張在浩（ID:Moon）